# Due Fantagenitori! - Esprimi un desiderio
Due Fantagenitori! - Esprimi un desiderio (The Fairly OddParents: A New Wish) è una serie televisiva animata statunitense basata sulla serie animata di Nickelodeon Due fantagenitori (2001–2017) creata da Butch Hartman. È il secondo sequel della serie, dopo Due fantagenitori - Ancora più fanta (2022). La serie è stata presentata in anteprima il 17 maggio 2024. È andata in onda negli Stati Uniti per la prima volta il 20 maggio 2024 con l'episodio di doppia durata La mosca e si è conclusa l'8 agosto 2024 con l'episodio di doppia durata La battaglia.
In Italia la prima parte della prima stagione viene distribuita globalmente il 14 novembre 2024 in streaming su Netflix, mentre la seconda parte della prima stagione il 12 giugno 2025. Dal 12 maggio la serie è in onda in televisione su Nickelodeon.

## Trama
La serie si ambienta 20 anni dopo gli eventi della serie originale.
La vispa bambina di 10 anni Hazel Wells si è appena trasferita a Dimmadelphia assieme alla sua famiglia, ma sconvolta dal trasferimento, la nuova scuola e il fatto che suo fratello maggiore Antony non la potrà venire a trovare presto, Hazel si deprime e si sfoga con i suoi nuovi vicini, la stravagante coppia sposata: Cosmo e Wanda. I due si rivelano essere due fantagenitori, neo pensionati e reduci da una vacanza spazio temporale durata diecimila anni, ma sono pronti a tornare in azione per ravvivarle la giornata. Come per Timmy Turner, la giornata di Hazel comprenderà l'avere a che fare con le conseguenze dei suoi desideri, risolverli al più presto, il tutto mentre si ambienta alla sua nuova vita, facendo amicizia con i suoi compagni e sopravvivendo al ritorno del fratello.

## Episodi
| n° | Titolo originale                          | Titolo italiano                        | Prima TV USA   | Distribuzione Italia (Netflix) | Prima TV Italia (Nickelodeon) |
| -- | ----------------------------------------- | -------------------------------------- | -------------- | ------------------------------ | ----------------------------- |
| 1  | Fly                                       | La mosca                               | 20 maggio 2024 | 14 novembre 2024               | 12 maggio 2025                |
| 2  | The Department of Magical Violation       | Dipartimento violazioni magiche        | 21 maggio 2024 | 14 novembre 2024               | 12 maggio 2025                |
| 2  | Teacher's Pal                             | L'amica degli insegnanti               | 22 maggio 2024 | 14 novembre 2024               | 12 maggio 2025                |
| 3  | A Dinosaur in Dimmadelphia                | Un dinosauro in città                  | 23 maggio 2024 | 14 novembre 2024               | 13 maggio 2025                |
| 3  | Fearless                                  | Senza paura                            | 27 maggio 2024 | 14 novembre 2024               | 13 maggio 2025                |
| 4  | The Wellsington Hotelsington              | Questa casa è un albergo               | 28 maggio 2024 | 14 novembre 2024               | 14 maggio 2025                |
| 4  | 1500 Minutes of Fame                      | 1500 minuti di celebrità               | 29 maggio 2024 | 14 novembre 2024               | 14 maggio 2025                |
| 5  | 28 Puddings Later                         | 28 budini dopo                         | 30 maggio 2024 | 14 novembre 2024               | 15 maggio 2025                |
| 5  | Trial and Hair-ror                        | Capelli spirati                        | 3 giugno 2024  | 14 novembre 2024               | 15 maggio 2025                |
| 6  | Weird science                             | Strana scienza                         | 4 giugno 2024  | 14 novembre 2024               | 16 maggio 2025                |
| 6  | Mystery She Wished                        | La signorina in giallo                 | 5 giugno 2024  | 14 novembre 2024               | 16 maggio 2025                |
| 7  | Prime Meridian Love                       | Il fumetto preferito                   | 6 giugno 2024  | 14 novembre 2024               | 19 maggio 2025                |
| 7  | Stanky Danky                              | Un cassonetto per amico                | 10 giugno 2024 | 14 novembre 2024               | 19 maggio 2025                |
| 8  | Peace for Pizza                           | La pizza della pace                    | 11 giugno 2024 | 14 novembre 2024               | 20 maggio 2025                |
| 8  | A New Dev-Elopment                        | Caccia al tesoro                       | 12 giugno 2024 | 14 novembre 2024               | 20 maggio 2025                |
| 9  | Cookie's Court                            | Una fata vendicativa                   | 13 giugno 2024 | 14 novembre 2024               | 21 maggio 2025                |
| 9  | Work Her Magic                            | Magia al lavoro                        | 23 luglio 2024 | 14 novembre 2024               | 21 maggio 2025                |
| 10 | Lost and Founder's Day                    | Chi perde trova                        | 22 luglio 2024 | 14 novembre 2024               | 22 maggio 2025                |
| 11 | Crock to the Future                       | Ritorno al futuro                      | 23 luglio 2024 | 12 giugno 2025                 |                               |
| 11 | Battle of the Dimmsonian                  | Una battaglia al museo                 | 24 luglio 2024 | 12 giugno 2025                 |                               |
| 12 | Patty Possum's Party Playground           | Il parco giochi                        | 24 luglio 2024 | 12 giugno 2025                 |                               |
| 12 | A Date to Remember                        | Un appuntamento da ricordare           | 25 luglio 2024 | 12 giugno 2025                 |                               |
| 13 | Lost in Fairy World                       | Persi nel Fantamondo                   | 25 luglio 2024 | 12 giugno 2025                 |                               |
| 13 | The Treble with Rivals                    | Rivalità musicali                      | 29 luglio 2024 | 12 giugno 2025                 |                               |
| 14 | Rattleconda Racers                        | Contro il serpente                     | 29 luglio 2024 | 12 giugno 2025                 |                               |
| 14 | Dig a Little Deeper                       | Scavare in profondità                  | 30 luglio 2024 | 12 giugno 2025                 |                               |
| 15 | Operation: Birthday Takeback              | Un compleanno da salvare               | 31 luglio 2024 | 12 giugno 2025                 |                               |
| 16 | Potazel, Potahzel                         | Patatine a volontà                     | 30 luglio 2024 | 12 giugno 2025                 |                               |
| 16 | The Haunting of Wells House               | La casa stregata                       | 1 agosto 2024  | 12 giugno 2025                 |                               |
| 17 | Best of Luck                              | Buona fortuna                          | 1 agosto 2024  | 12 giugno 2025                 |                               |
| 17 | Hazel Wells and the Multiverse of Jenkins | Hazel Wells e il multiverso di Jenkins | 5 agosto 2024  | 12 giugno 2025                 |                               |
| 18 | Growing Pains                             | Problemi adolescenziali                | 5 agosto 2024  | 12 giugno 2025                 |                               |
| 18 | Fairy for a Day                           | Fata per un giorno                     | 6 agosto 2024  | 12 giugno 2025                 |                               |
| 19 | Stuck in My Head                          | Aprire la mente                        | 6 agosto 2024  | 12 giugno 2025                 |                               |
| 19 | Mind the Gap                              | Via il dente, via il dolore            | 7 agosto 2024  | 12 giugno 2025                 |                               |
| 20 | The Battle of Big Wand                    | La battaglia                           | 8 agosto 2024  | 12 giugno 2025                 |                               |

## Cast

### Principale
- Hazel Wells, voce originale di Ashleigh Crystal Hairston, italiana di Serena Sigismondo (nei dialoghi) e Ilaria De Rosa (nelle canzoni), un'avventurosa bambina di 10 anni con interessi inusuali e un'immaginazione ancora più sfrenata. Cosmo e Wanda lasciano la pensione per diventare i suoi fantagenitori ed esaudire ogni suo desiderio, a causa della partenza di suo fratello Antony per il college che la fa sentire sola.
- Cosmo, voce originale di Daran Norris, italiana di Emiliano Reggente (nei dialoghi) e Daniele Grammaldo (nelle canzoni), fantagenitore di Hazel e marito di Wanda.
- Wanda, voce originale di Susanne Blakeslee, italiana di Anna Laviola, fantagenitore di Hazel e moglie di Cosmo.

### Secondario
- Angela Wells, voce originale di Jentek Hawkins[2], italiana di Antilena Nicolizas, la madre di Hazel.
- Marcus Wells, voce originale di Asante Jones[3], italiana di Gabriele Tacchi, il padre di Hazel.
- Winn Harper, voce originale di Iris Menas[4], italiana di Stefano Broccoletti, uno degli amici di Hazel. Il personaggio è considerato una persona non binaria, al pari della sua voce nella versione originale.
- Jasmine Tran, voce originale di Merk Nguyen[5], italiana di Lidia Perrone, una degli amici di Hazel. Ha la passione per il canto ma è stonata.
- Fred Bisbiglio (Whispers Fred), voce originale di Marcus Montgomery, uno dei compagni di classe di Hazel che parla sottovoce e realizza video ASMR.
- Dividendo Devon "Dev" Dimmadome (Development Devin "Dev" Dimmadome)[6], voce originale di Kyle McCarley[7], italiana di Niccolò Guidi, figlio di Dale Dimmadome e nipote del leggendario magnate degli affari Doug Dimmadome. È un bambino che Hazel lo affronta fino all'episodio "Caccia al tesoro", in cui diventano amici. Nell'episodio "Chi perde trova", dopo che la loro amicizia è tesa in seguito all'inganno di suo padre, Dev ricevecome suo fantagentiore l'ormai adulto Poof (ora noto come Pervi).
- Dale Dimmadome, voce originale di JP Karliak[8], italiana di Daniele Di Matteo, padre di Dev e figlio di Doug. Nella serie originale, fu schiavizzato dalla sua babysitter Vicky nel produrre limonata per 7 anni, finché Timmy non lo liberò con la magia. Nonostante l'esperienza, è cresciuto avido come il padre e molto distaccato dal figlio. È stato doppiato da Dee Bradley Baker nella serie originale.
- Sig. Guzman, voce originale si Carlos Alazraqui[5], italiana di Luca Graziani, il nuovo insegnante della scuola di Hazel.
- Jorgen Von Strangle, voce originale di Daran Norris, italiana di Francesco De Francesco, la "fata più potente dell'universo", leader del Fantamondo e capo istruttore dell'Accademia dei Fantagenitori, ispirato ad Arnold Schwarzenegger.
- Denzel Crocker, voce originale di Carlos Alazraqui, italiana di Ambrogio Colombo, un ex insegnante di scuola elementare squilibrato e acerrimo nemico del predecessore di Hazel, Timmy Turner. Crocker è ancora ossessionato dalle fate ed è determinato a dimostrare la loro esistenza, ma viene sconfitto e rimbrottato dal sig. Guzman che lo punisce sempre. Alazraqui riprende il suo ruolo dalla serie originale.
- Bev[5], voce originale di Grey DeLisle, uno dei compagni di classe di Hazel che gioca a calcio e insiste nel chiamarlo football.
- Amy Krentz[9], voce originale di Grey DeLisle, italiana di Tatiana Dessi, la preside della scuola di Hazel.
- La signora Velasquez[9], voce originale di Grey DeLisle, italiana di Emilia Costa, una delle insegnanti di Hazel.
- Trev, voce originale di Eric Bauza, uno studente della scuola di Hazel e amico di Dev.
- Pervinca "Pervi" (Periwinkle "Peri") (precedentemente noto come Poof), voce originale di Eric Bauza, italiana di Gabriele Sabatini, il fantagenitore di Dev e il figlio ormai adulto di Cosmo e Wanda. Bauza aveva già doppiato Ivrep (precedentemente noto come Foop), la controparte anti-fata di Pervi, nella serie originale.
- Tina Churner, voce originale di Dawnn Lewis[10], una giornalista che lavora per Dimmadelphia Action News.
- Cookie, voce originale di Jenelle Lynn Randall, italiana di Roberta De Roberto, una fata che avrebbe dovuto originariamente essere la fatagenitrice di Hazel.

### Ospiti
- Antony Wells, voce originale di AJ Beckles[5], il fratello maggiore di Hazel andato al college.
- Bary, voce originale di Leilani Barrett[11], italiana di Francesco Falco, un Baryonyx che Cosmo e Wanda portano ai giorni nostri quando Hazel desidera vedere un vero dinosauro.
- Padre Tempo (Father Time), voce originale di Bruce Barker[12], il padre del tempo. A seguito del Desiderio segreto di Timmy Turner è ora incaricato di gestire i desideri che hanno a che fare con il tempo.
- Justine Tempo (Nick of Time), voce originale di Cheryl Texiera[12], la figlia di Padre Tempo che aiuta con le clausole.
- Diana la Diva, voce originale di Jennifer Fouché, italiana di Rachele Paolelli, i capelli di Hazel trasformati in spirito vivente.
- Sci, voce originale di Tom Taylorson, la fata della scienza, un cervello in barattolo con un occhio e i capelli e baffi di Einstein.
- Kennueth, voce originale di Robbie Daymond[13][14], italiana di Barbara Villa, il personaggio principale del manga Prime Meridian Love.
- Puzzonetto (Danky), voce originale di Eric Edelstein[15], italiana di Riccardo D'Aquino, un cassonetto antropomorfo portato in vita da uno dei desideri di Hazel, con cui fa amicizia.
- Anthony James Jr. (noto anche come AJ), voce originale di Gary LeRoi Gray, italiana di Leonardo Graziano, uno dei vecchi amici di Timmy della serie originale, ora cresciuto e fondatore del Galax Institute. Sia che Gray che Graziano riprendono il ruolo dalla serie originale.
- Viozalia, voce originale di Melique Berger.
- Patty Possum, voce originale di Emily Stockdale, la mascotte del Party Playground di Patty Possum.
- Cupido (Cupid), voce originale di Y. Chang, una fata che lancia incantesimi legati all'amore in tutto il mondo, ora in versione più vecchia, più pigra e calva. È stato doppiato da Tom Kenny nella serie originale.
- Brewster Johnson, voce originale di Alani Ilongwe.

## Produzione
A marzo del 2023, è trapelato il pitch bible della serie, allora non ancora annunciata, più tardi, nel mese di giugno, sono state effettuate le registrazioni dei marchi allegati a Paramount Global e Nickelodeon.
A luglio 2023, Norris confermò che un nuovo progetto di Due fantagenitori era in lavorazione, mentre a gennaio 2024 trapelò una versione incompiuta del primo episodio "La mosca".
Il 24 febbraio 2024 venne rivelato il titolo della serie   (Fairly OddParents: A New Wish) per il totale di 20 episodi, prodotti da FredFilms, Billionfold Inc. e Nickelodeon Animation Studio a Burbank, California. L'animazione in CGI è invece prodotta dallo studio irlandese Giant Animation di Dublino.
Il 4 giugno 2024, la showrunner Lindsay Katai comunicò la dipendenza di un eventuale seguito, determinato dalle visualizzazioni della prima stagione su Netflix